# Antonio Pérez Pimentel
Antonio Pérez Pimentel  (La Habana, 1871-Madrid, 1930) fue un profesor y escritor español, promotor del turismo en Asturias.

## Biografía

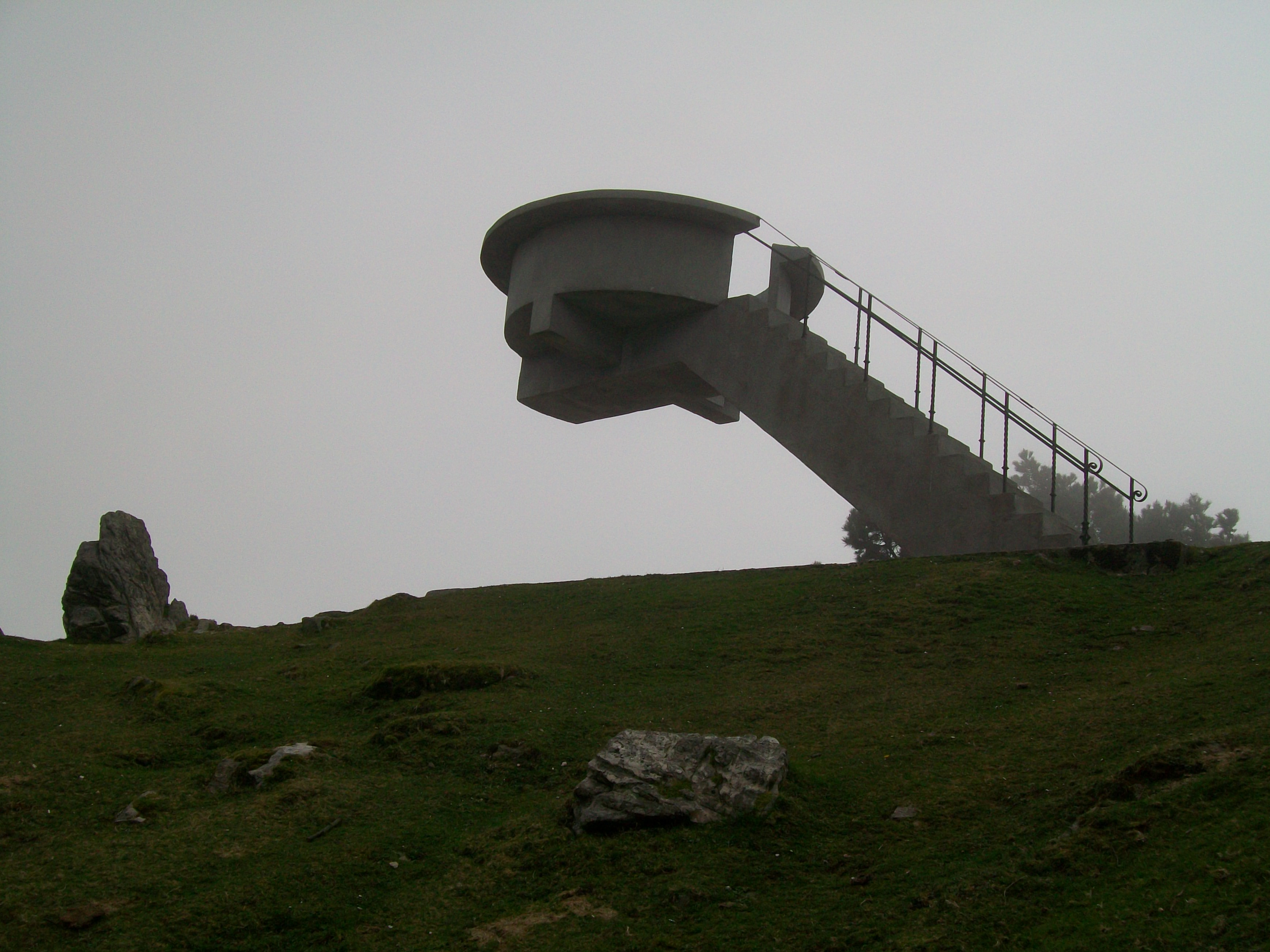
Mirador del Fito

Nació en 1871 en La Habana. Vinculado a Asturias, fue promotor del turismo en la región, e impulsó la construcción del mirador del Fito, una obra del ingeniero José María Sánchez del Vallado inaugurada en 1927. Falleció el 30 de junio de 1930 en Madrid. Escribió varias obras sobre Asturias, publicadas en la década de 1920.